# Młody dorosły
Młody dorosły – jeden z etapów rozwoju człowieka, przypadający na okres od 17. do 45. roku życia.

## Podział na etapy
Według Daniela Levinsona, okres młodej dorosłości dzieli się na pięć etapów:
- przemiana w dorosłość (early adult transition): 17-22
- wstępowanie w dorosłość (entering the adult world): 22-28
- przejście przez wiek 30 lat (age‐30 transition): 28-33
- ustatkowanie się (the settling down): 33-40
- przemiana w okres wieku średniego (midlife transition): 40-45